# Bandera de Brunyola i Sant Martí Sapresa
La bandera oficial de Brunyola i Sant Martí Sapresa té la següent descripció:
Bandera apaïsada, de proporcions dos d'alt per tres de llarg, vermella, amb la creu floronada i buidada blanca de l'escut, d'altura i amplada 5/18 de la llargària del drap i de braços de gruix 1/18 de l'alçària del mateix drap, centrada a la meitat superior del primer terç vertical, i les dues fogueres grogues de l'escut, cadascuna d'altura 2/6 de la del drap i amplada 2/9 de la llargària del mateix drap, una a la meitat superior de l'últim terç vertical i l'altra a la meitat inferior del mateix terç.
Va ser aprovada el 2 de març de 2001 i publicada en el DOGC el 14 de març del mateix any amb el número 3347.